# Karina Saavedra
María Caridad Saavedra Martín, más conocida como Karina Saavedra es un personaje de ficción de la serie española Cuéntame, interpretado por la actriz Elena Rivera y por Rosana Pastor en la temporada 21 en el año 2020.

## Biografía ficticia

### Infancia
María Caridad Saavedra nació a finales de noviembre de 1960. Sus padres se llaman Guillermo y Yolanda y están separados.

### Adolescencia
En octubre de 1973 se mudó al barrio de San Genaro. Karina vive en el mismo edificio de Carlos y es, junto con Luis y Josete, una de sus mejores amigas. Karina se considera: independiente, segura de sí misma y con un carácter decidido y resuelto. Vive con su madre, a la que hemos visto con algún que otro novio.
Al llegar al barrio, Carlos se quedó impresionado con ella y hasta llegaron a ser novios, a los tres años y medio de conocerse. 
Con el paso del tiempo ambos han dado prioridad a su amistad y en la actualidad sólo son amigos y confidentes. Aun así en determinadas ocasiones Karina no ha podido evitar sentirse un poco celosa al ver a Carlos con otras chicas.
En las navidades de 1977, la última noche que los Alcántara pasan en el barrio antes de mudarse, Karina tiene su primera experiencia sexual con Carlos.
En 1978, Karina, ya con 18 años sufre un susto de embarazo, cuando Carlos está en la Mili y tiene miedo a contarle. En esta época se distanciará de Carlos, y acabarán terminando su relación.

### Adultez
En 1984, se casó con Mauricio, un hombre portugués y militante de Greenpeace.
En 1985, después de haber hecho el amor con Carlos, le confiesa a Carlos que está embarazada. 
Su hija, Olivia, nació el 1 de enero de 1986, estando Carlos para ayudarla en el parto. El 22 de septiembre de ese mismo año, tras una fuerte crisis matrimonial rompe su matrimonio con Mauricio, ya que ambos se dan cuenta de que ella está tremendamente enamorada de Carlos.
Tras varias discusiones e indecisiones, el 4 de octubre de 1986, Carlos y ella deciden coger el toro por los cuernos y, retomar su relación como pareja, ya que están completamente enamorados el uno del otro y Carlos le pide matrimonio.
Finalmente, en el 1987 Carlos y Karina se casan, sin embargo, Carlos acepta un trabajo recomendado por su exnovia Julia, en una agencia de publicidad. Por dicho trabajo, Carlos empieza a consumir cocaína lo que ocasiona que ambos tengan varias crisis y un accidente, lo que provoca que Carlos reaccione.
Sin embargo, durante la boda de Julia con el jefe de Carlos, Karina cree que Carlos ha recaído y se marcha del barrio a Nueva York. Carlos decide marcharse a buscarla y llega finalmente a Nueva York con ella donde rehacen su vida.
En septiembre de 2001, por pedido de Herminia, Carlos y Karina viajan a Sagrillas, aunque le hacen pasar un susto a su familia ya que el viaje coincide con los ataques a las Torres Gemelas en Nueva York, algo que también los deja preocupados por los amigos que ya han hecho allí. Tras el velatorio y entierro de Herminia, Carlos y Karina pasean por Sagrillas, y ella le dice que está embarazada. Tras la reunión con Carlos y Karina, la familia comparte alegres momento en las fiestas patronales del pueblo donde también se enteran de que Karina está embarazada, y vuelven a unirse como la familia que siempre han sido. 
En 2002, Carlos y Karina tienen su segundo hijo, un niño al que llaman Adrián.